# Оген, Филипп
Филипп Оген (фр. Philippe Auguin; род. 19 февраля 1961, Ницца) — французский дирижёр.
Изучал пение и игру на валторне в консерватории Ниццы, затем в 1988 г. окончил Венскую академию музыки как дирижёр. Ассистировал Герберту фон Караяну и Георгу Шолти. Работал в Штутгартской опере, в сезоне 1994/1995 гг. генеральмузикдиректор Брауншвейга. В 1996 г. привлёк к себе внимание постановкой оперы Бетховена «Фиделио» с Венским филармоническим оркестром в рамках Зальцбургского фестиваля. В 1998—2005 гг. генеральмузикдиректор Нюрнберга, исполнил в опере тетралогию Рихарда Вагнера «Кольцо нибелунга», а на концертной сцене — цикл из всех симфоний Густава Малера.